# Zorochros melsheimeri
Zorochros melsheimeri là một loài bọ cánh cứng trong họ Elateridae. Loài này được Horn miêu tả khoa học năm 1891.